# Wilma Mankiller

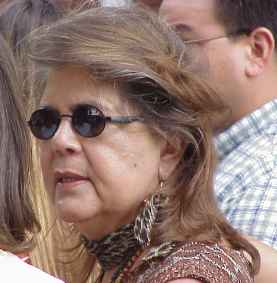
Wilma Mankiller am Nationalfeiertag der Cherokee, 2001

Wilma Pearl Mankiller (* 18. November 1945 in Tahlequah, Oklahoma; † 6. April 2010) war eine Schriftstellerin und Feministin aus dem Volk der Cherokee. Von 1985 bis 1995 war sie als erste Frau Oberhaupt der Cherokee Nation.

## Leben
In Tahlequah, Oklahoma, kam sie als sechstes von elf Kindern zur Welt. Ihr Vater war Cherokee und ihre Mutter eine Frau niederländischer und irischer Abstammung, die sich der Lebensweise der Cherokee angeschlossen hatte. 1942 enteignete die United States Army das Land von 45 Cherokee-Familien, um darauf ein Truppenübungsgelände, Camp Gruber, zu erweitern. Die Familie zog daher im Rahmen eines Umsiedlungsprogramms des Bureau of Indian Affairs nach Kalifornien um.
Dort besuchte Wilma Mankiller das Skyline College in San Bruno und die San Francisco State University und heiratete mit 17 Jahren. Während ihrer Zeit in Kalifornien engagierte sie sich im Indian Center von San Francisco, schloss sich in den späten 1960er Jahren der politischen Aktivistenbewegung an und nahm 1969 an der Besetzung der Gefängnisinsel Alcatraz in der Bucht von San Francisco teil. Fünf Jahre lang leistete sie Freiwilligenarbeit für den Stamm der Achumawi. Nach ihrer Scheidung 1977 ging sie mit ihren zwei Töchtern zurück nach Oklahoma, in der Hoffnung, dort ihrem Volk helfen zu können. Sie begann für die Cherokee Nation zu arbeiten, erwarb einen Bachelor-Abschluss in Sozialwissenschaften an der Flaming Rainbow University in Stilwell, Oklahoma, und arbeitete anschließend an der University of Arkansas.
1983 wurde Wilma Mankiller zur Stellvertreterin von Ross Swimmer gewählt, der in seiner dritten aufeinanderfolgenden Amtszeit als Häuptling der Cherokee Nation diente. 1985 trat Swimmer zurück, da er zum Leiter des US Bureau of Indian Affairs ernannt worden war. Mankiller wurde seine Nachfolgerin und war damit der erste weibliche Häuptling der Cherokee. Bei der nächsten Häuptlingswahl 1987 wurde sie im Amt bestätigt. 1991 gewann sie die Häuptlingswahl mit einem Erdrutschsieg. 1995 entschied sie sich, vor allem wegen gesundheitlicher Probleme, nicht wieder für das Häuptlingsamt anzutreten.
Während ihrer Zeit als Häuptling begegnete Wilma Mankiller zahlreichen Hindernissen. Zu der Zeit, als sie Häuptling wurde, war die Leitung der Cherokee Nation von Männern dominiert. Diese Struktur stand im Gegensatz zu der traditionellen Kultur und dem Wertesystem der Cherokee, die dazu neigten, beiden Geschlechtern Führungspositionen zu geben, wenngleich mit etwas unterschiedlichen Kompetenzen.
Im Verlauf ihrer drei Amtszeiten belebte Wilma Mankiller die Cherokee Nation durch gemeinschaftsbildende Projekte, bei denen Männer wie Frauen miteinander für das gemeinsame Wohl arbeiteten. Finanziert wurden die Projekte durch „Selbsthilfe“-Programme des Bureau of Indian Affairs. Die Initiative dazu ging vom Cherokee-Stamm der United Keetoowah aus. Finanzielle Hilfe kam aus Fonds der US-Bundesregierung für die Selbstbestimmung der indigenen Bevölkerung. Zu den Projekten gehörte die Gründung stammeseigener Unternehmen (wie Gartenbaubetriebe und Fabriken mit Regierungsaufträgen im Rüstungssektor), die Verbesserung der Infrastruktur (so die Versorgung der Gemeinde Bell im Adair County (Oklahoma) mit fließendem Wasser) und der Bau eines Wasserkraftwerks.
Im Rahmen der Politik der Selbstbestimmung der Ureinwohner, die von der US-Bundesregierung angestrebt wird, brachte Wilma Mankiller die Verhandlungen zwischen Bund und Stämmen voran. Sie wirkte mit bei der Vorbereitung des Verhältnisses von Regierung zu Regierung, das die Cherokee Nation heute zur US-Regierung unterhält.
Maßnahmen ihrer Regierung waren die Einrichtung einer Behörde zur Weiterentwicklung des Gemeinwesens der Cherokee Nation und die Wiedereröffnung der Sequoyah High School in Tahlequah. Die Bevölkerung der Cherokee Nation wuchs während ihrer Regierungszeit von 55.000 auf 156.000. „Bevor ich gewählt wurde“, sagte sie, „hätten kleine Cherokee-Mädchen nie daran gedacht, dass sie einmal Häuptling werden können, wenn sie groß sind.“
Nach dem Ende ihrer Amtszeit als Häuptling übernahm sie einen Lehrauftrag am Dartmouth College, das ihr bereits 1991 einen akademischen Ehrentitel verliehen hatte.
Im März 2010 wurde berichtet, dass sie an Krebs der Bauchspeicheldrüse erkrankt sei. Sie starb am 6. April 2010 in ihrem Haus in Adair County, Oklahoma und hinterließ ihren Mann und ihre beiden Töchter. Etwa 1200 Menschen kamen zu der Trauerfeier, die am 10. April auf den Cherokee National Cultural Grounds in Tahlequah stattfand. Anlässlich ihres Todes gab Präsident Barack Obama eine Erklärung ab, in der er Wilma Mankillers Lebenswerk würdigte.

## Veröffentlichungen (Auswahl)
- Weg der Tränen, mit Michael Wallis, Droemer Knaur 1994 (Original: Mankiller: A Chief and Her People)

## Trivia
Im Jahr 2022 hat die Münzprägeanstalt der USA United States Mint als Teil des „American Women Quarters“-Programms eine Vierteldollarmünze mit dem Abbild von Wilma Mankiller herausgegeben. Weitere im Rahmen dieses Programms mit Vierteldollarmünzen geehrte Frauen sind u. a. Maya Angelou, Sally Ride und Anna May Wong.
Ende 2023 bringt Mattel eine Barbie-Puppe "Wilma Mankiller" in der Serie "Inspirierende Frauen" heraus. Details in der Umsetzung der Figur sind jedoch umstritten.